# Sanyo PHC-25
Il Sanyo PHC-25  è un home computer a 8 bit prodotto nel 1983 dalla Giapponese Sanyo.
È il successore dei modelli Sanyo PHC-10 e Sanyo PHC-20.

## Specifiche tecniche
- CPU Z80A a 4 MHz
- RAM 16 KB
- ROM 28 KB
- VRAM 6 KB
- Tastiera: 65 tasti, 4 tasti funzione e 4 tasti per frecce direzionali (su, giu, destra e sinistra)
- Modo testo: 16 x 16 / 32 x 16
- Modi grafici: 64 x 48 pixel (8 colori) / 192 x 128 pixel (4 colori) / 256 x 192 pixel (4 colori)
- Suono: opzionale
- I/O: Registratore a cassette, Centronics, RGB